# Marlon Boess
Marlon Boess (* 10. April 1992 in Wien) ist ein österreichischer Schauspieler.

## Leben
Marlon Boess wurde als Sohn der Fotografin Suzy Stöckl geboren, seine Tanten sind Barbara Stöckl und Claudia Stöckl. Nach der Matura studierte er Physiotherapie an der FH Campus Wien, das Studium schloss er 2017 als Bachelor of Science ab.
Erste Theatererfahrungen sammelte Boess 2010 in der Produktion Life and Times 2 im Kasino am Schwarzenbergplatz des Wiener Burgtheaters. Er übernahm 2015 eine Hauptrolle im Kinofilm Beautiful Girl von Regisseur Dominik Hartl, in dem er an der Seite von Jana McKinnon die Rolle des Sulzer verkörperte. Für seine Darstellung wurde er zur Romyverleihung 2016 als bester Nachwuchsschauspieler nominiert. In James Bond 007: Spectre stand Boess 2015 als Snowboarder vor der Kamera. Im Kinofilm Die letzte Party deines Lebens (2018) von Dominik Hartl spielte er die Rolle des Jakob. 
In der zum ersten Mal Anfang September 2020 ausgestrahlten Folge Der Blutritt der ORF/ZDF-Fernsehreihe Die Toten vom Bodensee verkörperte er an der Seite von Stefanie von Poser als Marlene Stöhr deren Filmsohn Oliver. In der Traumschiff-Folge Malediven/Thaa Atoll (2021) übernahm er die Rolle des ehemaligen Fußballprofis Lars Meyer.

## Filmografie (Auswahl)
- 2013: CopStories – Bist du deppert (Fernsehserie)
- 2015: Beautiful Girl
- 2015: James Bond 007: Spectre
- 2015: Mission: Impossible – Rogue Nation
- 2017: SOKO Kitzbühel – Alte Schuld (Fernsehserie)
- 2017: Fux (Kurzfilm)
- 2018: Die letzte Party deines Lebens
- 2019: SOKO Donau – Schuld (Fernsehserie)
- 2020: Die Toten vom Bodensee – Der Blutritt (Fernsehreihe)
- 2020: Barbaren (Fernsehserie)
- 2021: Das Traumschiff – Malediven/Thaa Atoll (Fernsehreihe)
- 2021: Je suis Karl
- 2022: Der Alte – Tod am Kliff (Fernsehserie)

## Auszeichnungen und Nominierungen
- Romyverleihung 2016 – Nominierung in der Kategorie Bester Nachwuchsschauspieler für Beautiful Girl[6]